# Marjorine
Marjorine (Marjorine en version originale) est le neuvième épisode de la neuvième saison de la série animée South Park, ainsi que le 134e épisode de l'émission.

## Synopsis
Les garçons se méfient d'un papier à prédictions détenu par les filles. Un des garçons doit maquiller un suicide et s'intégrer à une soirée pyjama pour leur voler le papier. Le groupe choisira Butters, qui deviendra Marjorine... Pendant ce temps, les parents de ce dernier n'arrivent pas à faire le deuil de leur fils.